# Élections législatives de 1973 en Indre-et-Loire
Les élections législatives françaises de 1973 se déroulent les 4 et 11 mars 1973. Dans le département d'Indre-et-Loire, quatre députés sont à élire dans le cadre de quatre circonscriptions.

## Élus
| Circonscription | Député sortant       | Parti | Parti | Député élu ou réélu  | Parti | Parti         |
| --------------- | -------------------- | ----- | ----- | -------------------- | ----- | ------------- |
| 1re             | Jean Royer           |       | UDR   | Jean Royer           |       | Divers droite |
| 2e              | Pierre Lepage        |       | UDR   | Pierre Lepage        |       | UDR           |
| 3e              | Fernand Berthouin    |       | MRG   | Fernand Berthouin    |       | MRG           |
| 4e              | André-Georges Voisin |       | UDR   | André-Georges Voisin |       | UDR           |

## Résultats

### Résultats à l'échelle du département
| Parti                 | Parti                                       | Premier tour | Premier tour | Second tour | Second tour | Sièges |
| Parti                 | Parti                                       | Voix         | %            | Voix        | %           | Sièges |
| --------------------- | ------------------------------------------- | ------------ | ------------ | ----------- | ----------- | ------ |
|                       | Union des démocrates pour la République     | 59 445       | 28,54        | 79 455      | 51,54       | 2      |
|                       | Divers droite                               | 34 866       | 16,74        |             |             | 1      |
|                       | Union des républicains de progrès           | 94 311       | 45,27        | 79 455      | 51,54       | 3      |
|                       |                                             |              |              |             |             |        |
|                       | Parti socialiste                            | 36 927       | 17,73        | 48 930      | 31,74       | 0      |
|                       | Parti communiste français                   | 30 334       | 14,56        | Retrait     | Retrait     | 0      |
|                       | Mouvement des radicaux de gauche            | 16 602       | 7,97         | 25 775      | 16,72       | 1      |
|                       | Union de la gauche                          | 83 863       | 40,26        | 74 705      | 48,46       | 1      |
|                       |                                             |              |              |             |             |        |
|                       | Mouvement réformateur                       | 24 486       | 11,75        | Retrait     | Retrait     | 0      |
|                       | Extrême gauche                              | 4 482        | 2,15         |             |             | 0      |
|                       | Centre national des indépendants et paysans | 1 181        | 0,57         | 0           |             |        |
|                       |                                             |              |              |             |             |        |
| Inscrits              | Inscrits                                    | 266 532      | 100,00       | 195 696     | 100,00      | 4      |
| Abstentions           | Abstentions                                 | 51 472       | 19,31        | 36 855      | 18,83       |        |
| Votants               | Votants                                     | 215 060      | 80,69        | 158 841     | 81,17       |        |
| Blancs et nuls        | Blancs et nuls                              | 6 737        | 3,13         | 4 681       | 2,95        |        |
| Exprimés              | Exprimés                                    | 208 323      | 96,87        | 154 160     | 97,05       |        |
| Source : Data.gouv.fr |                                             |              |              |             |             |        |

### Résultats par circonscription

#### Première circonscription (Tours)
|                | Jean Royer sortant réélu | Divers droite  | 27 655 | 51,21  |  |  |  |
|                | Marcel Longuet           | PCF            | 10 347 | 19,16  |  |  |  |
|                | Paul Lussault            | PS (UGSD)      | 9 661  | 17,89  |  |  |  |
|                | Alain Herrault           | CD (PDM)       | 4 965  | 9,19   |  |  |  |
|                | Daniel Vitry             | LO             | 1 377  | 2,55   |  |  |  |
|                |                          |                |        |        |  |  |  |
| Inscrits       | Inscrits                 | Inscrits       | 70 810 | 100,00 |  |  |  |
| Abstentions    | Abstentions              | Abstentions    | 15 914 | 22,47  |  |  |  |
| Votants        | Votants                  | Votants        | 54 896 | 77,53  |  |  |  |
| Blancs et nuls | Blancs et nuls           | Blancs et nuls | 891    | 1,62   |  |  |  |
| Exprimés       | Exprimés                 | Exprimés       | 54 005 | 98,38  |  |  |  |

#### Deuxième circonscription (Langeais - Château-Renault)
| Candidat       | Candidat                    | Parti          | Premier tour | Premier tour | Second tour | Second tour |  |
| Candidat       | Candidat                    | Parti          | Voix         | %            | Voix        | %           |  |
| -------------- | --------------------------- | -------------- | ------------ | ------------ | ----------- | ----------- |  |
|                | Pierre Lepage sortant réélu | UDR (URP)      | 17 080       | 34,37        | 24 824      | 50,02       |  |
|                | Jean Lelong                 | PS (UGSD)      | 14 096       | 28,36        | 24 802      | 49,98       |  |
|                | Pierre de Beaumont          | CR (MR)        | 7 682        | 15,46        | Retrait     | Retrait     |  |
|                | Roland Godeau               | PCF            | 5 480        | 11,03        |             |             |  |
|                | Pierre Berneau              | Divers droite  | 3 724        | 7,49         |             |             |  |
|                | M. Baloge                   | LCR            | 1 634        | 3,29         |             |             |  |
|                |                             |                |              |              |             |             |  |
| Inscrits       | Inscrits                    | Inscrits       | 64 210       | 100,00       | 64 197      | 100,00      |  |
| Abstentions    | Abstentions                 | Abstentions    | 11 960       | 18,63        | 12 858      | 20,03       |  |
| Votants        | Votants                     | Votants        | 52 250       | 81,37        | 51 339      | 79,97       |  |
| Blancs et nuls | Blancs et nuls              | Blancs et nuls | 2 554        | 4,89         | 1 713       | 3,34        |  |
| Exprimés       | Exprimés                    | Exprimés       | 49 696       | 95,11        | 49 626      | 96,66       |  |

#### Troisième circonscription (Loches)
| Candidat       | Candidat                        | Parti          | Premier tour | Premier tour | Second tour | Second tour |  |
| Candidat       | Candidat                        | Parti          | Voix         | %            | Voix        | %           |  |
| -------------- | ------------------------------- | -------------- | ------------ | ------------ | ----------- | ----------- |  |
|                | Fernand Berthouin sortant réélu | MRG (UGSD)     | 16 602       | 34,33        | 25 775      | 51,86       |  |
|                | Marcel Fortier                  | UDR (URP)      | 15 231       | 31,5         | 23 930      | 48,14       |  |
|                | Georges Dauger                  | PCF            | 7 518        | 15,55        | Retrait     | Retrait     |  |
|                | Jean-Louis Simon                | Rad (MR)       | 4 340        | 8,97         |             |             |  |
|                | Octave Duterne                  | Divers droite  | 2 421        | 5,01         |             |             |  |
|                | Henri Perret                    | CNIP           | 1 181        | 2,44         |             |             |  |
|                | Francine Dessaigne              | Divers droite  | 1 066        | 2,2          |             |             |  |
|                |                                 |                |              |              |             |             |  |
| Inscrits       | Inscrits                        | Inscrits       | 60 611       | 100,00       | 60 602      | 100,00      |  |
| Abstentions    | Abstentions                     | Abstentions    | 10 606       | 17,5         | 9 611       | 15,86       |  |
| Votants        | Votants                         | Votants        | 50 005       | 82,5         | 50 991      | 84,14       |  |
| Blancs et nuls | Blancs et nuls                  | Blancs et nuls | 1 646        | 3,29         | 1 286       | 2,52        |  |
| Exprimés       | Exprimés                        | Exprimés       | 48 359       | 96,71        | 49 705      | 97,48       |  |

#### Quatrième circonscription (Chinon)
| Candidat       | Candidat                           | Parti          | Premier tour | Premier tour | Second tour | Second tour |  |
| Candidat       | Candidat                           | Parti          | Voix         | %            | Voix        | %           |  |
| -------------- | ---------------------------------- | -------------- | ------------ | ------------ | ----------- | ----------- |  |
|                | André-Georges Voisin sortant réélu | UDR (URP)      | 27 134       | 48,23        | 30 701      | 55,99       |  |
|                | Jean Proveux                       | PS (UGSD)      | 13 170       | 23,41        | 24 128      | 44,01       |  |
|                | Michel Boucq                       | Rad (MR)       | 7 499        | 13,33        | Retrait     | Retrait     |  |
|                | Jean Soury                         | PCF            | 6 989        | 12,42        |             |             |  |
|                | Serge Roux                         | LCR            | 1 471        | 2,61         |             |             |  |
|                |                                    |                |              |              |             |             |  |
| Inscrits       | Inscrits                           | Inscrits       | 70 901       | 100,00       | 70 897      | 100,00      |  |
| Abstentions    | Abstentions                        | Abstentions    | 12 992       | 18,32        | 14 386      | 20,29       |  |
| Votants        | Votants                            | Votants        | 57 909       | 81,68        | 56 511      | 79,71       |  |
| Blancs et nuls | Blancs et nuls                     | Blancs et nuls | 1 646        | 2,84         | 1 682       | 2,98        |  |
| Exprimés       | Exprimés                           | Exprimés       | 56 263       | 97,16        | 54 829      | 97,02       |  |